# Barleria subinermis
Barleria subinermis är en akantusväxtart som beskrevs av Emilio Chiovenda. Barleria subinermis ingår i släktet Barleria och familjen akantusväxter. Inga underarter finns listade i Catalogue of Life.